# Maar (geologie)

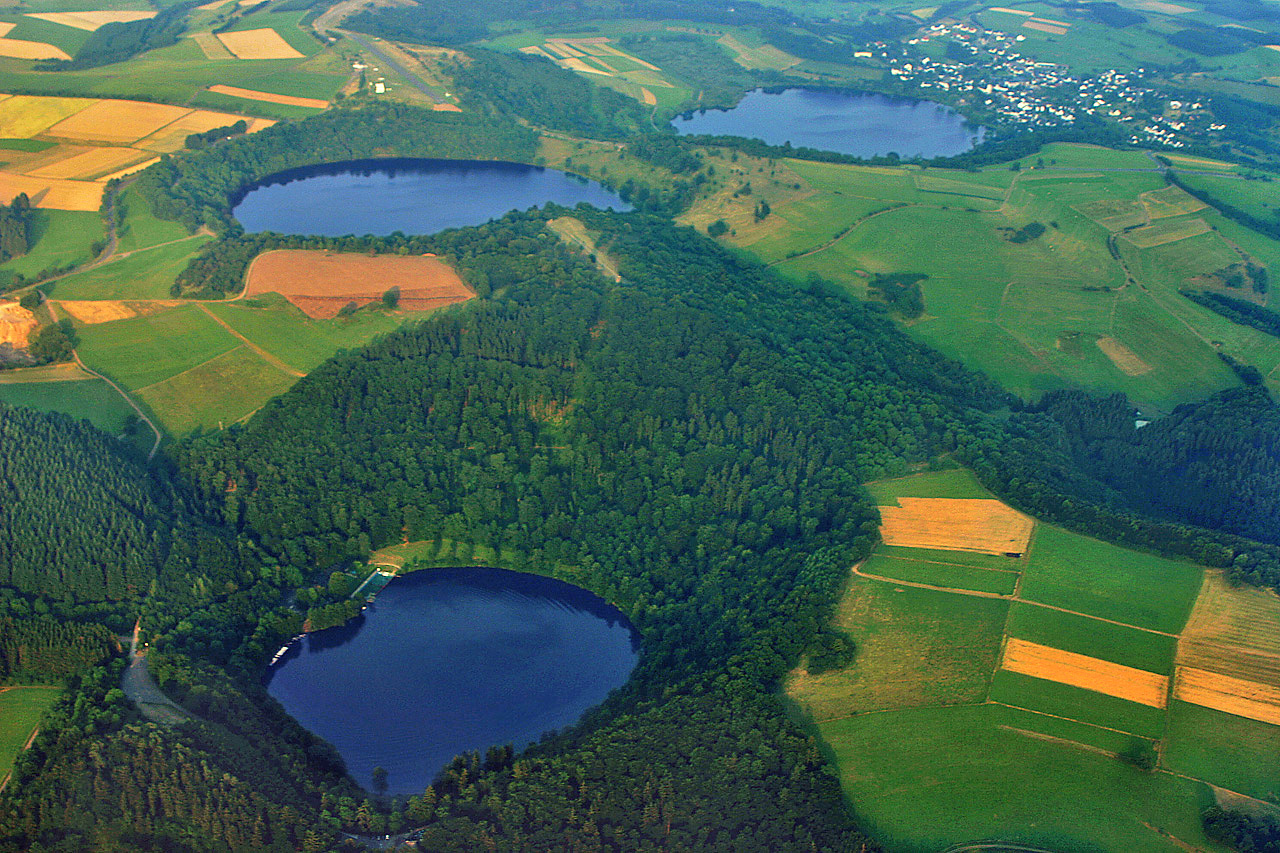
Gemündener Maar, Weinfelder Maar, en Schalkenmehrener Maar

Een maar of mare is een doorgaans cirkelvormig bassin ontstaan door een freatomagmatische explosie. Vaak zijn maren gevuld geraakt met water, dat niet kan wegzakken doordat de bodem bestaat uit stollingsgesteente zoals graniet of basalt en ondoordringbaar is. De bekendste voorbeelden zijn de maren in het Duitse gebergte de Eifel, zoals de Dauner Maare. Deze maren zijn van Tertiaire of Quartaire ouderdom.

## Ontstaan
Als water in contact komt met heet magma en gas wordt gevormd, neemt de druk enorm toe. Bij voldoende drukopbouw vindt een explosie plaats die de vulkaankrater kan doen instorten. De overblijvende kuil wordt een maar genoemd.
Een wijdverbreid misverstand is dat het woord "maar" synoniem is met een kratermeer. Een kratermeer is geen maar. Een maar ontstaat na een hevige freatomagmatische explosie. Zo'n explosie veroorzaakt een kuil in de grond. De grootte hiervan kan verschillen. Een maar is lang niet altijd gevuld met water. Een vulkaanmeer is een vulkaankrater die in de loop der tijd gevuld is geraakt met water.
De leeftijd van de Maren in het Eifelgebied in Duitsland werd  geruime tijd geschat op circa 10.000 jaar. Onderzoekers van de Universiteit Trier zijn erachter gekomen dat van een aantal maren de ouderdom eerder richting de 200.000 jaar gaat. Het oudste maar, Eckfelder Maar, wordt zelfs geschat op 44 miljoen jaar.